# Palacio Barbaro Wolkoff
El palacio Barbaro Wolkoff es un edificio histórico italiano situado frente al Gran Canal de Venecia, en el sestiere o barrio de Dorsoduro, entre Ca' Dario y el palacio Salviati.

## Historia
El edificio, construido inicialmente según las reglas de la arquitectura véneto-bizantina vigente en la Venecia del periodo, se reformó en el siglo XV, añadiendo los elementos formales de la nueva moda arquitectónica gótica. En 1894, la actriz Eleonora Duse vivió en el último piso del edificio, invitada por el magnate ruso Alexander Nikolaevich Wolkoff-Mouromtzoff, que había adquirido el inmueble.

## Descripción
El palacio se edificó casi íntegramente en ladrillo rojo. En su desigual fachada llama la atención el desarrollo vertical, que divide perfectamente la planta baja, el entresuelo, la planta noble y las plantas superiores; 
aunque la diversidad de los elementos decorativos dificulta su adscripción a un estilo y a una época específicas.